# نيربيو
بلدية نيربيو (بالإسبانية: Nerpio) هي بلدية تقع في مقاطعة البسيط التابعة لمنطقة كاستيا لا مانتشا وسط إسبانيا.

## الديموغرافيا
بلغ عدد سكان بلدية نيربيو 1.512 نسمة عام 2011 (وفقاً للمعهد الوطني الإسباني للإحصاء).
| 1.928 | 1.785 | 1.692 | 1.639 | 1.596 | 1.538 | 1.512 |